# X Толедський собор
Десятий Толедський собор (лат. Concilium Toletanum X) був скликаний в Толедо 1 грудня 656 р. королем вестготів Реккесвінтом.

## Історія
У листопаді 655 року іспанські єпископи провели провінційний синод у Толедо — Дев'ятий Толедський собор. Вони призначили друге його засідання на 1 листопада наступного року, але король скликав спільний Собор. На десятому соборі було всього 17 єпископів і п'ять представників від Іспанії та Галлеції. Митрополит Толедо Євгеній II, з яким були присутні інші митрополити, Фугітив Севільський і Потамій Брагський з Бетики, але не було єпископів з Тарраконської чи Нарбонської Галлії. Це зробило його найменше відвідуваним із великих генеральних Соборів VII століття.
Собор оголосив, що всі клірики-клятвопорушники повинні бути позбавлені сану та/або заслані, залишивши королю вирішувати, чи необхідні обидва покарання. Собор також вирішив, аби у майбутньому відлучити від Церкви всіх кліриків усіх рангів, які будуть викриті у торгівлі християнськими рабами з євреями. Єпископи також працювали над усуненням конфліктів усередині Церкви та забезпеченням церковної дисципліни. Потамій з Браги зізнався в плотських гріхах і висланий до монастиря у Думе, та замінений Фруктуозом, у єпархії якого був конфлікт. Остання воля і заповіт єпископа Думи Ріцимера, який недавно помер, заперечувалися тими, хто вважав звільнення своїх рабів і роздачу грошей бідним без компенсації причиною подальшого зубожіння цієї єпархії (Думе). Його наступнику (Фруктуозу) було дано вирішити, що робити, але його дії без компенсації були визнані незаконними.
Собор завершився, і Реккесвінт не скликав іншого до кінця свого правління; він помер 1 вересня 672 року.
Крім того, можливо, що пізніший король Вамба був викликаний Реккесвінтом для складання заповіту святого Мартіна Брагського.